# Douglas Kellner
Douglas Kellner (nascido em 1943) é um acadêmico estadunidense focado na teoria crítica. Muitos autores classificaram-no como fazendo parte da "terceira geração" de teóricos da Escola de Frankfurt. Ele é presidente de Filosofia da Universidade da Califórnia em Los Angeles, e também fez contribuições importantes para o movimento anti-globalização.